# Cepelos (Vale de Cambra)
Cepelos é uma povoação portuguesa sede da Freguesia de Cepelos do Município de Vale de Cambra, freguesia com 19,27 km² de área e 1157 habitantes (censo de 2021), tendo, por isso, uma densidade populacional de 60 hab./km²

## Demografia
A população registada nos censos foi:
| Distribuição da População por Grupos Etários | Distribuição da População por Grupos Etários | Distribuição da População por Grupos Etários | Distribuição da População por Grupos Etários | Distribuição da População por Grupos Etários |
| -------------------------------------------- | -------------------------------------------- | -------------------------------------------- | -------------------------------------------- | -------------------------------------------- |
| Ano                                          | 0-14 Anos                                    | 15-24 Anos                                   | 25-64 Anos                                   | > 65 Anos                                    |
| 2001                                         | 256                                          | 226                                          | 792                                          | 313                                          |
| 2011                                         | 127                                          | 161                                          | 671                                          | 354                                          |
| 2021                                         | 97                                           | 103                                          | 583                                          | 374                                          |

## Património
- Ponte de Porto de Cavalos
- Outeiro dos Riscos
- Igreja de São João Baptista de Cepelos (matriz)
- Cruzeiros na estrada em Gatão e em Cepelos de Baixo
- Capelas de Nossa Senhora dos Remédios, do Amparo e de Santo António
- Casa setecentista/Casa da Tulha em Cepelos de Baixo
- Mamoa de Irijó
- Trecho do rio Caima
- Barragem Engenheiro Duarte Pacheco